# Phantomzone
Die Phantomzone (engl. phantom zone) ist eine fiktive Dimension, die in den Superman-Comics und in Filmen, Büchern, Computerspielen und Zeichentrickserien, die auf diesen Comics basieren, auftritt. Bei der Phantomzone handelt es sich um eine zwischendimensionale Falte (eventuell ein Tesserakt), die sich im Transgressionsbereich der vierdimensionalen Welt der Menschen zur „magischen“ 5. Dimension befinden soll. Weitere Bezeichnungen für die Phantomzone sind: Pufferzone (Buffer Zone), Stille Zone (Still Zone), Stasiszone (Stasis Zone), Geisterzone (Ghost Zone) und Honigwabe (Honeycomb).

## Geschichte

### Klassische Version
In den sogenannten Prä-Krisen-Comics der Superman-Serie (den Superman-Comics aus den Jahren vor 1986 als die Serie generalüberholt und neu gestartet wurde) kam die Phantomzone sehr häufig zum Einsatz als Verbannungsort zur Verwahrung jener übermenschlich mächtigen Superman-Gegner, bei denen keine Gewähr dafür bestand, dass ein Gefängnis sie würde halten können. Ursprünglich war die Phantom-Zone eine Erfindung von Supermans Vater, dem Wissenschaftler Jor-El vom Planeten Krypton und wurde als Verwahrungsort für die Verbrecher des Planeten eingesetzt. Die Phantomzone trägt ihren Namen deshalb, weil ihre Insassen in einen gestaltlosen planimetrischen Seins-Zustand versetzt sind, aus dem heraus sie die Vorgänge in der realen Dimension zwar beobachten, nicht aber auf sie einwirken können. Die Insassen der Phantomzone altern weder, noch bedürfen sie Nahrungsmittel; darüber hinaus sind sie telepathisch wie auch füreinander substanzlos und damit nicht wahrnehmbar. Dieser „Unzuständlichkeit“ verdanken die Bewohner der Phantomzone ihr Überleben, als der Planet Krypton zerstört wird. Nach dem Verlust ihrer Heimatwelt wenden die Insassen der Phantomzone ihre Aufmerksamkeit der Erde als dem Zufluchtsort der meisten überlebenden Kryptonier zu. Einen besonderen Groll hegen sie dabei gegen Superman als den Sohn des Schöpfers ihres Gefängnisses. Das Standardmuster einer „Phantom-Zonen-Geschichte“ besteht klassischerweise aus einer wie auch immer zustande gekommenen Flucht eines Kriminellen aus der Phantomzone, einem zerstörungsreichen Amoklauf auf der Erde bzw. einem direkten Angriff gegen Superman, seiner Niederlage gegen den Helden, Wiedergefangennahme und der Rückführung in die Zone.
Der einzige Fall einer Einweisung eines Unschuldigen in die Phantomzone ist der Außerirdische Mon-El vom Planeten Daxam. Der Daxamiter ist aufgrund seiner Physiologie extrem anfällig gegen Blei, auf das er hyper-allergisch reagiert: Da eine Heilung jedoch erst im 30. Jahrhundert möglich sein wird, wird Mon-El von Superman in die Phantomzone verfrachtet, wo dieser in der Lage ist, trotz der Unheilbarkeit seines Leidens bis ins 30. Jahrhundert zu überleben. Superman entwickelt darüber hinaus ein Kommunikationsinstrument, das Zone-o-Phone, um sich mit den Bewohnern der Zone verständigen zu können.

### Moderne Version
In der modernen Superman-Serie tritt die Phantomzone erstmals auf, als Superman ein kryptonisches Artefakt von einer Reise ins Weltall mitbringt: den sogenannten Eradicator, eine lebendige Maschine, die sein Vorfahre Kem-L entwickelt hat. Bei einem Versuch der erwachten Maschine, die Erde in ein Abbild des Planeten Krypton zu verwandeln, entsteht die Festung der Einsamkeit, Supermans Refugium in der Arktis. Der extradimensionale Raum, in dem der Eradicator die Materialien, die für die Errichtung der Festung erforderlich sind, auffindet, ist die Phantomzone, die so Einzug in die neue Superman-Serie findet.
Zur Ausstattung von Supermans Festung gehört mittlerweile ein sogenannter Phantomzonen-Projektor, der u. a. verwendet wird, um die zwischendimensionale Stadt Kandor zu stabilisieren und – wiederum – um einen sicheren Verstauungsort für diverse Schurken einzurichten wie z. B. die weißen Marsianer.
Inzwischen ist es auch weiteren Bewohnern des DC-Universums, in dem die Superman-Abenteuer spielen, gelungen, Zugang zur Phantom-Zone zu erlangen, so den Bgzltianern, den weißen Marsianern, sowie den Schurken Loophole, Prometheus und Queen Bee.

## Die Phantomzone in anderen Medien
In den Superman-Filmen mit Christopher Reeve wird die Zone als eine große, flache Kristallscherbe dargestellt. General Zod und seine Mitverschwörer Ursa und Non werden in einen zweidimensionalen Raum an der Oberfläche des Kristalls versetzt, der in den Weltraum gewirbelt wird. Bei einer interstellaren Explosion, die den Kristall zersplittert, gelingt ihnen schließlich die Flucht. Die Phantomzone tritt ebenfalls in dem Spielfilm Supergirl mit Helen Slater und in mehreren Episoden der Fernsehserie Smallville auf. Außerdem tritt die Phantomzone in verschiedenen Episoden der Zeichentrickserien Superman und Die Liga der Gerechten auf, so werden unter anderem das Monster Doomsday und ein General-Zod-Verschnitt dorthin verbannt. Im Film The LEGO Batman Movie sind auch Bösewichte aus anderen Geschichten in der Phantomzone zu finden.